# Häggberget
Häggberget är ett naturreservat i Härnösands kommun i Västernorrlands län.
Området är naturskyddat sedan 2004 och är 25 hektar stort. Reservatet består av granskog i en svag sydostsluttning.